# Aiptasia carnea
Aiptasia carnea is een zeeanemonensoort uit de familie Aiptasiidae.
Aiptasia carnea is voor het eerst wetenschappelijk beschreven door Andrès in 1881.